# Rașca (okręg Vrancea)
Rașca – wieś w Rumunii, w okręgu Vrancea, w gminie Gura Caliței. W 2011 roku liczyła 209
mieszkańców